# Perpète du Pont d'Ahérée
Perpète Florent Joseph du Pont d'Ahérée (Dinant, 28 juli 1778 - Mettet, 6 juni 1857) was een Belgisch militair, industrieel en senator.

## Biografie

### Familie
Perpète du Pont was een zoon van Jean-Florent du Pont (1751-1820), burggraaf van Ahérée, en Marie-Agnès Renson (1754-1803). Hij trouwde in 1809 in Dinant met Sophie de Paul de Maibe (1782-1855), een dochter van 'maître de forges' Pierre de Paul de Maire, lid van de Tweede Kamer. Ze kregen een zoon en een dochter.
- Maurice du Pont d'Ahérée (1810-1864), burgemeester van Florée, provincieraadslid van Namen en senator, trouwde in 1835 in Florée met Henriette de Modave de Masogne (1812-1893). Ze kregen twee zoons, met afstammelingen tot heden.
- Louise du Pont d'Ahérée (1814-1871), trouwde in 1834 met Amour de Bruges de Gerpinnes (1808-1882), burgemeester van Sart-Eustache. Ze kregen twee zoons en twee dochters, waaronder Paul de Bruges de Gerpinnes, burgemeester van Sart-Eustache, provincieraadslid van Namen en senator, met afstammelingen tot heden.

De familie is in 1970 uitgestorven.

### Loopbaan
Onder het Franse keizerrijk was Du Pont cavalerieofficier. In 1797 werd hij ingelijfd bij het 17de cavalerieregiment en het jaar daarop bij het 20ste regiment Jagers te paard. Hij nam deel aan heel wat campagnes, onder meer in Hohenlinden, Schwenstadt en Eylau. In Trunkestein werd hij op 15 februari 1807 zwaar gekwetst in zijn gezicht en verloor een oog. Hij werd hiervoor benoemd in het Legioen van Eer, werd gepromoveerd tot luitenant en eervol ontslagen. In 1808 werd hij als ridder opgenomen in de empireadel.
Tijdens zijn legerdienst werd hij lid van een militaire vrijmetselaarsloge. Eenmaal teruggekeerd tot het burgerleven sloot hij zich aan bij de loge La Bonne Amitié in Namen. Hij nam er ontslag in 1823.
Onder het Verenigd Koninkrijk der Nederlanden was hij lid van de Provinciale Staten van Namen. In 1824 werd hij in de erfelijke adel opgenomen. Hij verliet Dinant om zich te vestigen in Mettet en er een kasteel te bouwen. Hij leefde er van de opbrengsten die hem zijn participaties in tal van metallurgiebedrijven opleverden, zoals de hoogovens in Ostenne en de ijzerertsmijnen in Tarzienne en Somezée. In 1838 werd hij eigenaar van de hoogovens van Montbliard in Chimay en van de hoogovens de Féronval in Boussu-lez-Walcourt. Hij was hierin vennoot van zijn zijn schoonbroer, baron Louis de Cartier d'Yves (1787-1852), senator.
Bij de eerste wetgevende verkiezingen van het koninkrijk België in 1831 stond hij als opvolger op de senaatslijst in het arrondissement Dinant, maar kon onmiddellijk zetelen, omdat de effectief verkozen senator, Florimond de Quarré, ontslag nam om de zetel te aanvaarden die hij in een ander arrondissement had gewonnen. Du Pont bleef het mandaat vervullen tot in 1848.
In 1848 mocht hij d'Ahérée aan zijn naam toevoegen en in 1849 verkreeg hij de bij eerstgeboorte overdraagbare baronstitel.